# Taking Chances
Taking Chances är ett studioalbum av den kanadensiska sångerskan Céline Dion. Albumet gavs ut 2007 och innehåller 16 spår i originalversion.

## Låtlista
1. "Taking Chances" (Kara DioGuardi, Dave Stewart) – 4:07
2. "Alone" (Billy Steinberg,  Tom Kelly) – 3:23
3. "Eyes on Me" (Kristian Lundin, Savan Kotecha, Delta Goodrem) – 3:53
4. "My Love" (Linda Perry) – 4:08
5. "Shadow of Love" (Anders Bagge, Aldo Nova, Peter Sjöström) – 4:10
6. "Surprise Surprise" (DioGuardi, Martin Harrington, Ash Howes) – 5:14
7. "This Time" (David Hodges, Ben Moody, Steven McMorran) – 3:47
8. "New Dawn" (Perry) – 4:45
9. "A Song for You" (Bagge, Nova, Robert Wells) – 3:27
10. "A World to Believe In" (Tino Izzo, Rosanna Ciciola) – 4:08
11. "Can't Fight the Feelin'" (Nova) – 3:51
12. "I Got Nothin' Left" (Ne-Yo, Charles Harmon) – 4:20
13. "Right Next to the Right One" (Tim Christensen) – 4:10
14. "Fade Away" (Peer Astrom, David Stenmarck, Nova) – 3:17
15. "That's Just the Woman in Me" (Kimberly Rew) – 4:33
16. "Skies of L.A." (Christopher Stewart, The-Dream, Kuk Harrell) – 4:24

Japanska och iTunes-bonusspår
17. "Map to My Heart" (Guy Roche, Shelly Peiken) – 4:15
18. "The Reason I Go On" (Christian Leuzzi, Nova, A. Borgius) – 3:42
iTunes-deluxversion
17. "Immensité" (Nina Bouraoui, Jacques Veneruso) – 4:34
18. "Map to My Heart" (Guy Roche, Shelly Peiken) – 4:15
19. "Taking Chances" (I-Soul utökad remix) (DioGuardi, Stewart) – 7:33
Delux- och samlarutgåvor, DVD - videor från Live in Las Vegas - A New Day... 
1. Exklusivt från Live in Las Vegas - A New Day...
2. "The Power of Love"
3. "I Drove All Night"
4. "I Surrender"
5. "I Wish"

Wal-Mart-DVD - Taking Chances: The Sessions 
1. "That's Just the Woman in Me"
2. "Alone"
3. "Eyes on Me"
4. "A Song for You"
5. "Surprise Surprise"
6. "A World to Believe In"

Costco-bonus-CD
1. "If You Asked Me To" (Diane Warren) – 3:55
2. "The Power of Love" (Candy DeRouge, Gunther Mende, Mary Susan Applegate, Jennifer Rush) – 5:43
3. "Because You Loved Me" (Warren) – 4:35
4. "It's All Coming Back to Me Now" (Jim Steinman) – 7:37
5. "All by Myself" (Eric Carmen, Sergej Rachmaninov) – 5:12
6. "My Heart Will Go On" (James Horner, Will Jennings) – 4:41
7. "That's the Way It Is" (Lundin, Max Martin, Andreas Carlsson) – 4:03
8. "I Drove All Night" (Steinberg, Kelly) – 4:00

## Listplaceringar
| Lista (2007)                              | Topplacering | Certifiering | Försäljning |
| ----------------------------------------- | ------------ | ------------ | ----------- |
| Argentinska albumlistan                   | 4            |              |             |
| Australiska albumlistan                   | 12           | Platina      | 70 000      |
| Österrikiska albumlistan                  | 3            | Guld         | 10 000      |
| Belgiska albumlistan (Flandern)           | 7            | Platina      | 30 000      |
| Belgiska albumlistan (Vallonien)          | 3            | Platina      | 30 000      |
| Kanadensiska albumlistan                  | 1            | 4x platina   | 400 000     |
| Kina                                      |              | 2x platina   | 100 000     |
| Tjeckiska albumlistan                     | 17           |              |             |
| Danska albumlistan                        | 2            | Platina      | 40 000      |
| Nederländska albumlistan                  | 4            | Guld         | 45 000      |
| Estländska albumlistan                    | 19           |              |             |
| Europeiska albumlistan                    | 1            |              |             |
| Finländska albumlistan                    | 13           | Guld         | 15 000      |
| Franska albumlistan                       | 2            | Guld         | 110 000     |
| Tyska albumlistan                         | 25           |              |             |
| Greek albumlistan                         | 10           |              |             |
| Grekiska internationella albumlistan      | 2            |              |             |
| Hongkong-albumlistan                      |              | Platina      | 20 000      |
| Ungerska albumlistan                      | 12           | Guld         | 3 000       |
| Irländska albumlistan                     | 6            | 2x platina   | 30 000      |
| Italienska albumlistan                    | 5            | Platina      | 100 000     |
| Japanska albumlistan                      | 6            | Guld         | 125 000     |
| Japanska internationella albumlistan      | 2            | Guld         | 125 000     |
| Mexikanska albumlistan                    | 40           |              |             |
| Nyzeeländska albumlistan                  | 4            | Guld         | 7 500       |
| Norska albumlistan                        | 7            |              |             |
| Polska albumlistan                        | 21           | Guld         | 10 000      |
| Portugisiska albumlistan                  | 9            | Guld         | 10 000      |
| Ryska albumlistan                         |              | Guld         | 10 000      |
| Singapore-albumlistan                     |              | Guld         | 8 000       |
| Sydafrikanska albumlistan                 | 1            | 2x platina   | 120 000     |
| Spanska albumlistan                       | 8            | Guld         | 40 000      |
| Svenska albumlistan                       | 8            | Guld         | 20 000      |
| Schweiziska albumlistan                   | 1            | Platina      | 30 000      |
| Brittiska albumlistan                     | 5            | Platina      | 365 000     |
| Amerikanska Billboard 200                 | 3            | Platina      | 1 000       |
| Amerikanska Billboard Top Internet Albums | 1            | Platina      | 1 000       |